# Mon (distrikt)
Mon är ett distrikt i Indien.   Det ligger i delstaten Nagaland, i den östra delen av landet, 1 700 km öster om huvudstaden New Delhi. Antalet invånare är 250 260.
Följande samhällen finns i Mon:
- Mon